# Cepitá
Cepitá es un municipio colombiano del departamento de Santander ubicado en la provincia de García Rovira.

## Historia
El municipio de Cepitá fue fundado el 18 de noviembre de 1751 por Antonio Ortiz, Juan Manosalva y el cura José Pages, con el nombre de Nuestra Señora del Rosario de Cepitá.
La primera vez en que los habitantes de la antigua encomienda del capitán Ortún Velasco se plantearon la conveniencia de erigirse en parroquia fue en 1749, después de haber recibido la visita pastoral del arzobispo Pedro Felipe de Azúa.
Hasta entonces habían gozado del rango de viceparroquia subordinada a la villa de San Gil. Otorgaron poder a Juan Manos Alvas el 24 de julio de 1750, el cual le fue luego traspasado a Miguel Calderón, quien adelantó ante la Curia santafereña las diligencias que se le habían encomendado.

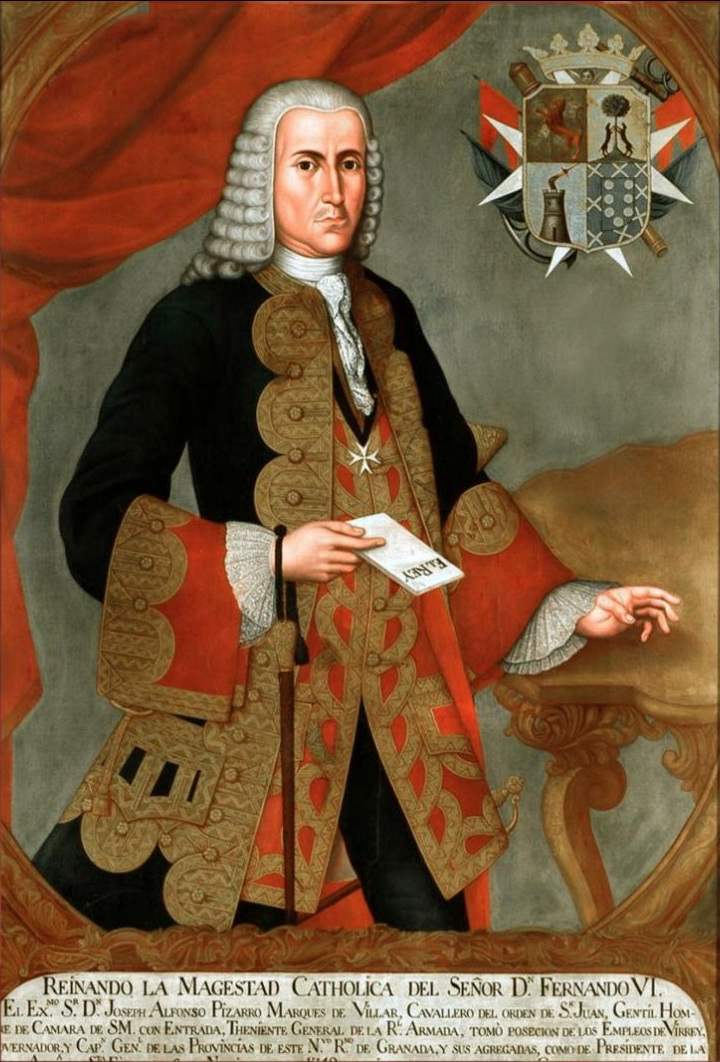
El virrey José Alfonso Pizarro impulsó y aprobó la fundación de Nuestra Señora del Rosario de Cepitá en 1751.

Sin embargo, como el proyecto parroquial de Cepitá implicaba la segregación de feligreses y territorio de las parroquias de San Gil, Girón, Guaca, Tequia y Mogotes, sus promotores debieron afrontar fuerte oposición de los curas afectados, pero muy particularmente del de San Gil, el influyente e ilustrado doctor Basilio Vicente de Oviedo.
Debido a ello, de no haber sido por la inusual, directa y personal intervención del virrey don José Alfonso Pizarro, el proyecto parroquial de Cepitá seguramente se hubiese ido a pique. Pero gracias a la influencia que sobre el virrey ejercía el misionero jesuita José Pagés, aquel intervino ante el arzobispo, quien desatendiendo los reclamos de los curas afectados y de su propio promotor fiscal aprobó la erección de la parroquia de Nuestra Señora del Rosario de Cepitá el 7 de noviembre de 1751, lo cual se efectuó el 18 de noviembre de ese año.

## Geografía
El municipio está ubicado en un punto que indica el límite entre tres provincias del departamento: García Rovira, Soto y Guanentá. Limita con Santa Bárbara y Guaca por el norte, Curití por el sur, San Andrés por el oriente, y Aratoca y Piedecuesta por el occidente. Tiene una extensión de 139 km², y se encuentra muy cerca del río Chicamocha y las quebradas Guaca y Perchiquez.

## Demografía
De los 1865 habitantes del pueblo, 526 habitan en la parte urbana, y 1339 en la zona rural.

## Economía y turismo
Los habitantes del pueblo obtienen sus ingresos económicos principalmente mediante el cultivo de tabaco, anís, fique y caña de azúcar, además de la ganadería, principalmente la caprina. El sector cuenta además con algunas reservas de calcita, mica y otros minerales.
En el pueblo se realiza una celebración del 26 al 28 de diciembre de cada año, llamada Las ferias y fiestas del retorno, fiesta del divino niño en la cual se realizan actividades de esparcimiento y exposiciones caprinas. tiene extenso turismo porque es un municipio tranquilo para tomar unas vacaciones lejos de las ciudades civiles , tiene bastantes quebradas, cascada de quebradonda, ecoturismo y práctica de canotaje.

## Política
En 2019 se destacó al estar entre los 10 municipios con menor abstencionismo electoral, quedando en el octavo lugar para la elección de alcalde con una participación del 88,58% de los potenciales sufragantes en los comicios, en el noveno lugar para la elección de gobernador departamental y concejales municipales al participar el 87,84% y el 87,74% del padrón electoral respectivamente y en el séptimo lugar para la elección de diputados departamentales al participar el 91,07% del censo.